# Йоанна Хмелевска
Йоанна Хмелевска (на полски: Joanna Chmielewska) е литературен псевдоним на Ирена Кюн (на полски: Irena Kühn), полска авторка на криминални романи, които се отличават със специфичното си чувство за хумор.

## Биография
Хмелевска е родена във Варшава, в семейството на банкер. Расте само сред жени – майка, баба, две лели – които я учат на чужди езици и ѝ вдъхват любов към литературата. Завършва архитектура и работи като дизайнер, но един ден изоставя това си поприще, за да пише.
Романите ѝ са описвани като „иронични криминалета“. Най-често главната героиня е Йоанна, която обича конните надбягвания и хазарта (две от любимите неща на самата Хмелевска). Първата си книга Хмелевска публикува през 1964 година, а през 2005 г. излиза 50-ата. Днес Хмелевска е най-превежданата полска авторка на популярни четива.

### Криминални романи
- 1964 Klin (Антидот)
- 1966 Wszyscy jesteśmy podejrzani (Всички сме заподозрени)
- 1969 Krokodyl z Kraju Karoliny (Крокодилът от щата Каролина)
- 1972 Całe zdanie nieboszczyka (Разказът на мъртвеца)
- 1973 Lesio
- 1974 Wszystko czerwone („Всичко в червено“)
- 1975 Romans wszechczasów (Романсът на столетието)
- 1976 Boczne Drogi (Селски пътища)
- 1977 Upiorny legat (Ужасно наследство)
- 1979 Studnie przodków (Изворите на предците)
- 1983 Duch (Дух)
- 1990 Szajka bez końca (Безкрайната банда)
- 1990 Ślepe szczęście (Сляп късмет)
- 1990 Dzikie białko (Див протеин)
- 1992 Wyścigi (Конни надбягвания)
- 1993 Tajemnica (Тайна)
- 1993 Drugi wątek (Втори опит)
- 1993 Florencja, córka Diabła (Флоренция, дъщерята на дявола)
- 1993 Zbieg okoliczności (Съвпадение)
- 1995 Lądowanie w Garwolinie (Кацане в Гарволин)
- 1996 Duża polka (Дълга полка)
- 1996 Dwie głowy i jedna noga (Две глави и един крак)
- 1996 Wielki diament (Големият диамант)
- 1997 Krowa niebiańska (Свещената крава)
- 1998 Harpie (Харпиите)
- 1998 Złota mucha (Златната муха)
- 1999 Depozyt (Депозитът)
- 1999 Najstarsza prawnuczka (Най-старата правнучка)
- 2000 Przeklęta bariera (Проклета бариера)
- 2001 Trudny trup (Труден труп)
- 2002 (Nie)boszczyk mąż („Мъжо, мъртъв си“)
- 2002 Pech (Лош късмет)
- 2003 Babski motyw (Женски мотив)
- 2003 Bułgarski bloczek
- 2004 Kocie worki
- 2005 Mnie zabić (Да убиеш себе си)
- 2005 Zapalniczka (Запалката)
- 2006 Krętka blada (Бледната спирохета)
- 2007 Rzeź bezkręgowców (Избиването на безгръбначните)

### Книги за деца и юноши
- 1974 Zwyczajne życie (Обикновен живот)
- 1976 Większy kawałek świata (По-голямата част от света)
- 1979 Nawiedzony dom (Къща с духове)
- 1981 Wielkie zasługi (Големи заслуги)
- 1988 Skarby (Съкровища)
- 1991 2/3 sukcesu (2/3 от успеха)
- 1992 Ślepe szczęście (Сляп късмет)
- 1993 Wszelki wypadek (Всеки случай)
- 1994 Pafnucy (Пафнуци)
- 2003 Las Pafnucego (Гората на Пафнуците)

### Есеистика
- 1994 Jeden kierunek ruchu (Еднопосочно движение)
- 1994 Autobiografia (Автобиография)
- 1996 Jak wytrzymać z mężczyzną (Как да се справим с мъжа)
- 1996 Jak wytrzymać ze współczesną kobietą (Как да се справим с модерната жена)
- 1997 Hazard (Риск)
- 2000 Książka poniekąd kucharska (Нещо като готварска книга)
- 2001 Jak wytrzymać ze sobą nawzajem (Как да се справим едни с други)
- 2005 Przeciwko babom! (Срещу бабичките!)
- 2006 Autobiografia, tom 6 – Stare próchno (Автобиография – опасни старчета)
- 2007 Traktat o odchudzaniu (Трактат за отслабването)
- 2008 Autobiografia, tom 7 – Okropności (Автобиография – Ужасии)

### На български
На български в превод на Силвия Борисова са публикувани „Всичко е червено“ („Wszystko czerwone“, 1974) и „Мъжо, мъртъв си“ („(Nie)boszczyk mąż“, 2006).